# Římskokatolická farnost Bzenec
Římskokatolická farnost Bzenec je územní společenství římských katolíků s farním kostelem svatého Jana Křtitele v děkanátu Kyjov.

## Historie farnosti

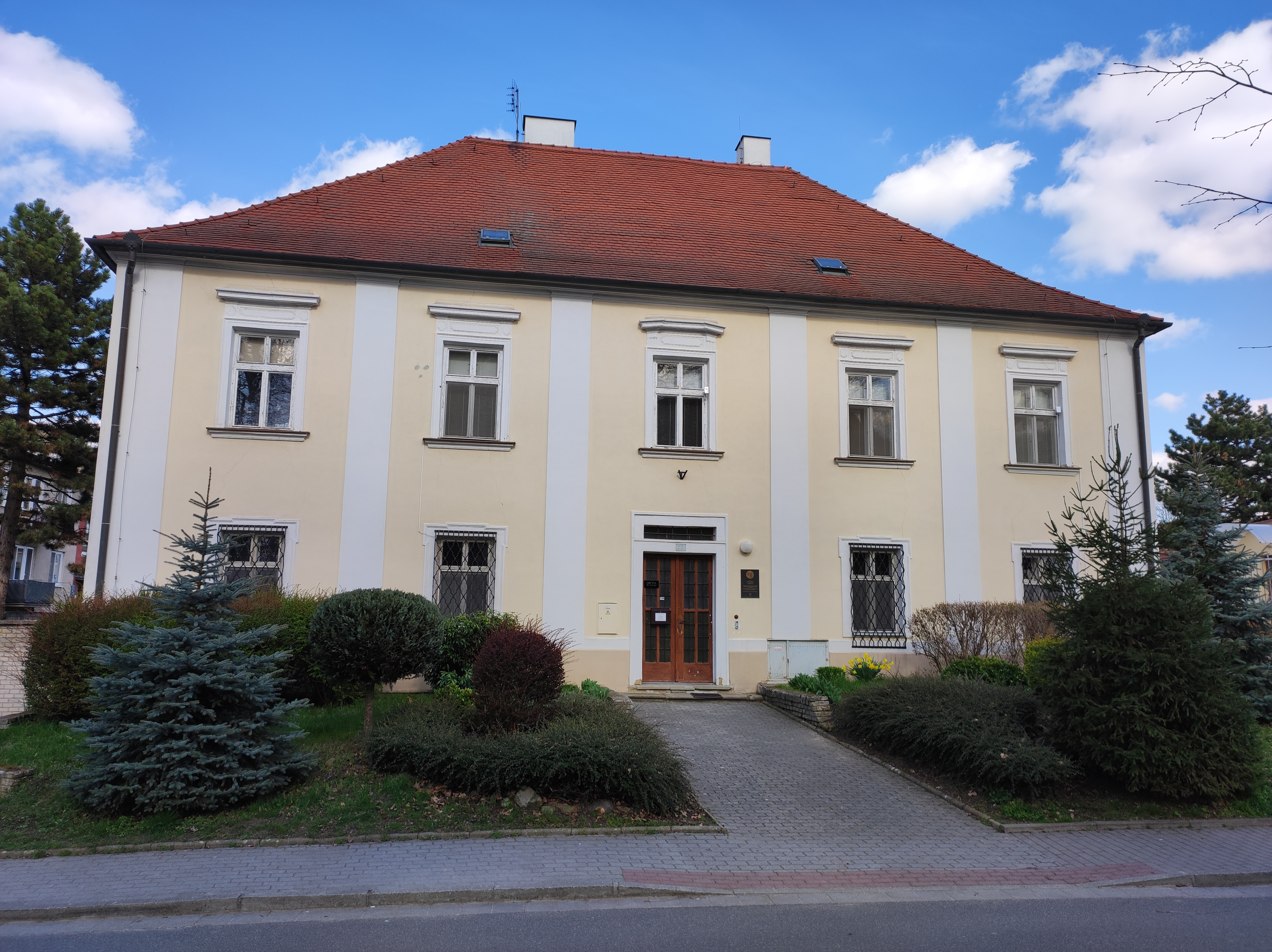
Budova fary

O existenci farní správy a kostela ve Bzenci již v první polovině 13. století lze soudit z listiny královny Konstancie z roku 1235, ve které se objevuje zmínka o bzeneckém faráři Absolonovi. Původní malý kostelík stál na místě dnešního, v roce 1615 při něm vzniklo literátské bratrstvo sv. Jana Křtitele. Nevyhovující kostelní budova byla zbourána koncem 17. století a na jejím místě byl 3. května 1696 položen základní kámen dnešního kostela. Stavba byla dokončena v roce 1702.
Vchod barokního kostela s valenou klenbou je zdoben portálem s erbem Kryštofa Pruskovského z Pruskova a jeho manželky. Jednolodní stavba, ke které přiléhá na severní straně čtyřboká sakristie, je 45 metrů dlouhá, 13 metrů široká a 12 metrů vysoká. Průčelí kostela dominovala původně vyšší věž, na kterou byl dán velký zvon z roku 1613. V roce 1768 byl objednán zvon nový. Dnešní podoba věže je z roku 1746, tehdy byla do věžní báně vložena pamětní listina. Nezměněnou součástí původního kostela zůstaly krypty, které sloužily pro členy hraběcí rodiny a duchovní. Vnitřnímu vybavení kostela dominuje hlavní oltář se sloupovým retabulem z první poloviny 18. století s obrazem křtu Krista, při sloupech jsou rozmístěny figury evangelistů Matouše a Jana, figury Lukáše a Marka jsou posazeny na konzolách nástavce, na hlavní oltář navazují dřevořezby sv. Petra a Pavla. I další vybavení kostela pochází vesměs z 18. století. U kostela stojí sloup sv. Trojice z roku 1764.

## Duchovní správci
Římskokatolickým farářem ve Bzenci byl od roku 2007 Mgr. Peter Majda. Toho od ledna 2017 vystřídal R. D. Mgr. Jerzy Piotr Szwarz. Novým administrátorem se od července 2018 stal R. D. Mgr. Martin Sekanina.

## Bohoslužby
| Kostel                | Místo  | Bohoslužba (den)                  | Hodina                               | Poznámka     |
| --------------------- | ------ | --------------------------------- | ------------------------------------ | ------------ |
| svatého Jana Křtitele | Bzenec | neděle úterý čtvrtek pátek sobota | 9.30 18.30 (léto)/17.00 (zima) 8.00) | farní kostel |

## Aktivity ve farnosti
Čtyřikrát ročně vychází informační zpravodaj Farní listy. Při bohoslužbách vystupují scholy Gaudete a Gaudetíčko, v provozu je farní knihovna. O prázdnináích je pro děti z farnosti Bzenec a Domanín připravován farní tábor, na začátku roku se koná farní ples. Od roku 2001 je farnost zapojena do akce Tříkrálová sbírka (v letech 2001 až 2015 se při ní podařilo vybrat více než 1 milion korun, v roce 2016 zatím nejvyšší částku 89 771 korun.